# Rheumaptera neocervinalis
Rheumaptera neocervinalis là một loài bướm đêm trong họ Geometridae.